# 1940 en photographie
| Années de la photographie : 1937 - 1938 - 1939 - 1940 - 1941 - 1942 - 1943    |
| Décennies de la photographie : 1910 - 1920 - 1930 - 1940 - 1950 - 1960 - 1970 |

Cet article présente les faits marquants de l'année 1940 en photographie.

## Événements
- Le Museum of Modern Art (MoMA) de New York, aux États-Unis, qui incluait la photographie dans ses collections lors de sa création en 1929, est l'un des premiers musées d'art au monde à se doter d'un département spécifique consacré à la photographie, fondé par Beaumont Newhall. Cela a fortement contribué à la reconnaissance de celle-ci comme un art à part entière et a eu une grande influence dans l'acceptation de la photographie par d'autres musées à travers le monde.
- L'écrivain et collectionneur américain Louis Walton Sipley (en) (1897-1968) crée à Philadelphie l'American Museum of Photography, premier musée américain de photographie, qui aura une durée réduite ; à la mort de Sipley, ses collections seront acquises par la George Eastman House[1].
- Lucien Vogel, créateur du magazine français d'actualité Vu, basé sur la photographie, est écarté du conseil d'administration ; le dernier numéro du magazine paraît le 5 juin[2].
- Création au Japon de la firme Mamiya, fabricant de matériel photographique, basée à Tokyo.
- Le fabricant japonais d’appareils photographiques Minolta commence la commercialisation de gamme d'objectifs photographiques Rokkor[3].

## Photographies notables
- L'Homme qui pleure, cliché extrait d'une bande d'actualité filmée par Marcel de Renzis, photographe au journal Le Petit Marseillais et correspondant de l’agence américaine Keystone en France : il montre un homme pleurant devant le défilé sur la Canebière, à Marseille, des drapeaux des régiments français dissous qui quittent la métropole pour l'Algérie française, quatre mois après la défaite de mai-juin 1940[4].

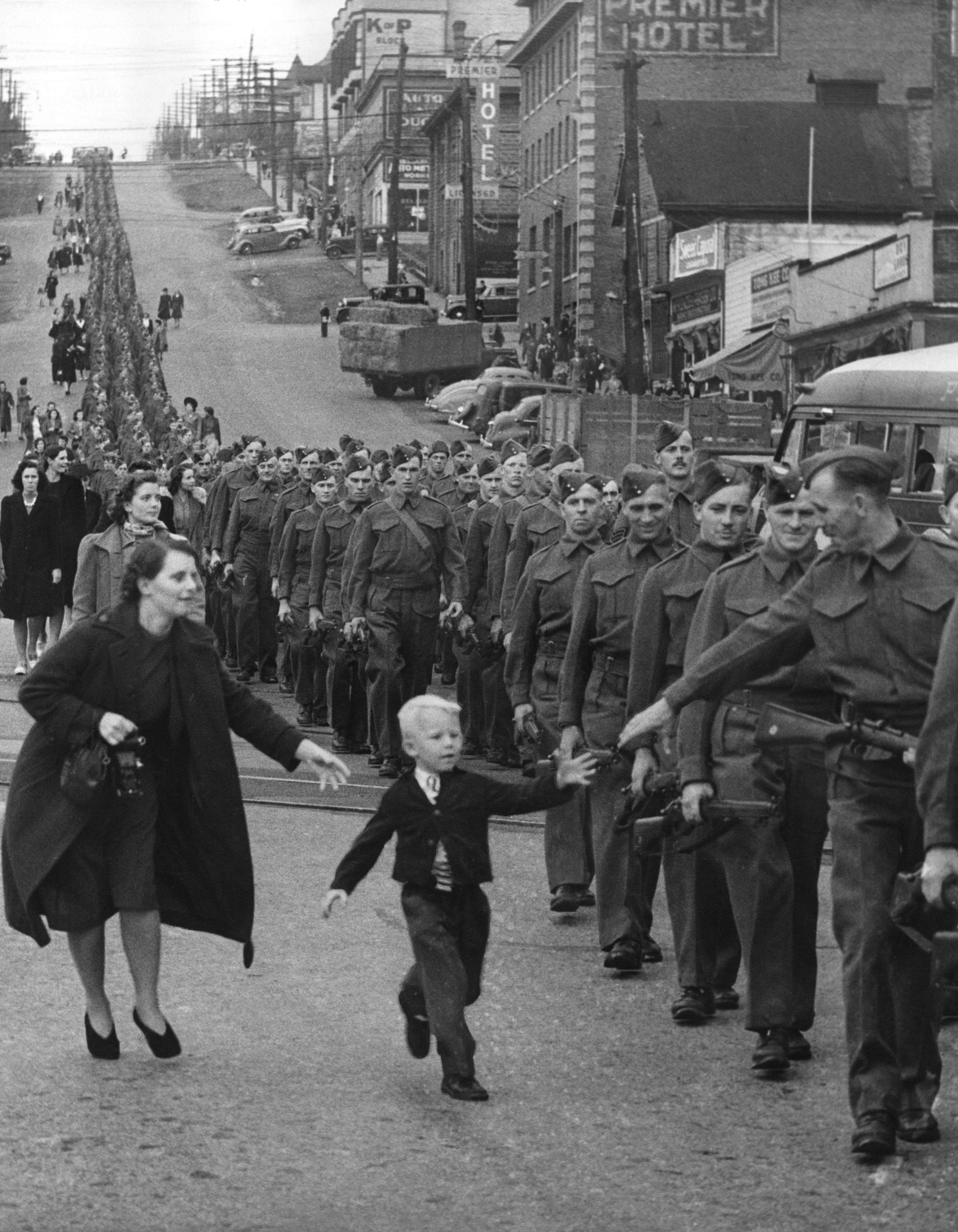
Attends moi, Papa, photographie de Claude P. Dettloff.

- 1er octobre : Claude P. Dettloff (en), Attends moi, Papa (en anglais : Wait for Me, Daddy) : alors que les troupes du The British Columbia Regiment (Duke of Connaught's Own)  descendent la huitième rue à l'intersection de Columbia Street, à New Westminster, en Colombie-Britannique au Canada, le jeune Warren « Whitey » Bernard se sépare de sa mère pour rejoindre son père, le soldat Jack Bernard ; la photographie est largement diffusée dans des magazines tels que Life et Time et est utilisée dans le cadre de campagnes de souscription d'obligations de guerre[5].

## Études, essais, articles
- Paul Outerbridge, Photographing in Color, New York, Random House[6].

## Films sur la photographie
- Chuck Jones réalise Elmer, apprenti photographe (Elmer's Candid Camera en anglais), un cartoon racontant les démêlés d'Elmer Fudd (qui apparaît pour la première fois), photographe, avec le prototype de Bugs Bunny.

## Naissances
- 1er janvier : Hajime Sawatari,  photographe japonais.
- 2 janvier : Henry Chalfant, photographe et réalisateur américain.
- 22 janvier : Raphaël Gaillarde, reporter-photographe français, lauréat à quatre reprises du World Press Photo et lauréat du prix Oskar-Barnack.
- 25 janvier : Henri Bureau, reporter-photographe français, mort le 19 mai 2014
- 1er février : Jean-Marie Périer, photographe français.
- 12 février : Ismo Hölttö, photographe finlandais.
- 22 février : Billy Name, photographe et cinéaste américain, mort le 18 juillet 2016.
- 20 mars : Mary Ellen Mark, photographe américaine, morte le 25 mai 2015.
- 21 mars : Ernest Cole, photographe sud-africain, mort le 19 février 1990.
- 12 avril : Konrad Pollesch, photographe polonais.
- 15 avril : Catherine Deudon, photographe française.
- 17 avril : John Downing, photographe britannique, mort le 8 avril 2020.
- 15 mai : Arturo Mari, photographe italien.
- 25 mai : Nobuyoshi Araki, photographe japonais.
- 8 juin : Arthur Elgort, photographe de mode américain.
- 5 juillet : Chuck Close, peintre et photographe américain, mort le 19 août 2021.
- 26 juillet : Gille de Vlieg, photographe sud-africaine.
- 1er août : Tod Papageorge, photographe américain.
- 3 octobre :Roman Erben, poète, artiste et photographe tchèque.
- 13 novembre : Rudolf Schwarzkogler, artiste performeur et photographe autrichien associé à l'actionnisme viennois, mort le 20 juin 1969.
- 24 novembre : Arthur Tress, photographe américain.
- 30 novembre : Francesc Jarque, photographe espagnol, mort le 12 septembre 2016.
- 6 décembre : Vivienne Binns, peintre et photographe australienne.
- 8 décembre : Jean-Paul Goude, photographe, metteur en scène et réalisateur de films publicitaires français.
- 31 décembre :
  - Tim Considine, acteur, scénariste et photographe sportif et réalisateur américain, mort le 3 mars 2022.
  - Claude Arpin, photographe français, porté disparu pendant la guerre du Viêt Nam en avril 1970.

- Date précise inconnue ou non renseignée :
  - Virgil Brill, photographe français.
  - William Karel, reporter-photographe et cinéaste documentariste français.
  - Tata Ronkholz, artiste et photographe allemande, morte en 1997.

## Décès
- 9 janvier : Émile Wenz, négociant français, photographe amateur, pionnier de la photographie aérienne en France par l'utilisation de cerfs-volants, né le 26 mai 1863.
- 4 février : Heinrich Böhler, peintre et photographe suisse, né le 1er août 1880.
- 16 mars : Anton Josef Trčka, artiste, poète et photographe autrichien, né le 7 septembre 1893.
- 9 avril : Alphonse de Nussac, photographe français, né le 4 décembre 1858.
- 12 mai : Léon Lenouvel, enseignant français de physique et photographe amateur, né le 11 avril 1891.
- 1er juin : Arthur Goss, photographe canadien, né le 4 mars 1881.
- 13 août : Emma Louisa Turner, ornithologue britannique, pionnière de la photographie ornithologique, née le 9 juin 1867.
- 31 août : DeLancey W. Gill, peintre paysagiste et photographe américain, né le 1er juillet 1859.
- 27 septembre : Aladár Székely, photographe hongrois, né le 5 mars 1870.
- 12 octobre : Ruth Harriet Louise, photographe américaine, née le 13 janvier 1903.
- 16 octobre : Sophus Juncker-Jensen, photographe danois, né le 16 février 1859.
- 3 novembre : Lewis Hine, sociologue et photographe américain, connu pour ses photographies d'enfants au travail, né le 26 septembre 1874.
- novembre : George W. G. Allen, archéologue britannique, pionnier de la photographie aérienne à des fins de recherche archéologique, né le 12 janvier 1891.
- Date précise non renseignée ou inconnue :
  - Eleazar Langman, photographe soviétique, né en 1895.
  - Rafail Levitski, peintre et photographe soviétique, né en 1847.
  - Adolphe Salmon, photographe et éditeur de cartes postales français, né le 16 décembre 1863.

## Célébrations
Centenaire de naissance
- Tomaso Burato
- Antoine Lumière
- Giovanni Verga
- Séraphin-Médéric Mieusement
- Timothy O'Sullivan
- Jules Robuchon
- Auguste Maure
- Eugène Trutat
- Charles Harper Bennett
- Albert Goupil
- Édouard Buguet